# Либетенит
Либетенит — редкий вторичный минерал из класса фосфатов, относится к группе оливенита. Открыт в 1823 году в шахтёрском городе Любетова (Словакия), в честь немецкого названия которого  (Libethen) и получил своё имя. Растворим в кислотах и аммиаке.

## Кристаллография
| Точечная группа             | mmm (2/m 2/m 2/m) — Ромбо-дипирамидальный              |
| Пространственная группа     | Pnnm (P21/n 21/n 2/m)                                  |
| Сингония                    | Ромбическая (орторомбическая)                          |
| Параметры ячейки            | a = 8,062(5) Å, b = 8,384(4) Å, c = 5,881(2) Å β = 90° |
| Отношение                   | a: b: c = 0,962 : 1 : 0,701                            |
| Число формульных единиц (Z) | 4                                                      |
| Объем элементарной ячейки   | V 404,27 Å³                                            |
| Двойникование               | Нет                                                    |

## Оптические свойства
| Тип                             | двухосный (-)                                            |
| Показатели преломления          | nα = 1,701 — 1,704 nβ = 1,743 — 1,747 nγ = 1,787 — 1,790 |
| угол 2V                         | измеренный: 80° to 90°, рассчитанный: 88°                |
| Максимальное двулучепреломление | δ = 0,086                                                |
| Оптический рельеф               | высокий                                                  |
| Дисперсия оптических осей       | сильная r > v                                            |
| Плеохроизм                      | слабый                                                   |

## Формы выделения

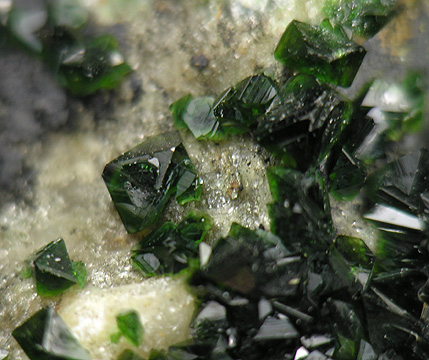
Кристаллы либетенита из месторождения в Любетове

Либетенит выделяется в виде короткопризматических кристаллов. На гранях кристаллов характерна вертикальная штриховка или бороздчатость. Встречаются радиально-лучистые, почкоподобные и шаровидные агрегаты, сферолиты, мелкие щётки и друзы кристаллов.

## Образование
Либетенит относится к вторичным минералам. Встречается в зонах окисления медных месторождений, где ассоциирует с малахитом, азуритом, пироморфитом, псевдомалахитом, лимонитом, атакамитом.

## Химический состав
| Химический элемент | %     | % оксида     |
| ------------------ | ----- | ------------ |
| Медь               | 53,16 | 66,55 (CuO)  |
| Фосфор             | 12,96 | 29,69 (P2O5) |
| Водород            | 0,42  | 3,77         |
| Кислород           | 33,46 | -            |

## Месторождения
Либетенит встречается в Словакии (Любетова), Португалии (Эвора) и Бельгии (Люксембург).